# ミュジコフィリア
『ミュジコフィリア』は、さそうあきらによる日本の漫画作品。双葉社の『漫画アクション』2011年1月18日号より2012年5月8日号まで掲載された後、Web連載に移行。同社の『Web漫画アクション堂』（現『WEBコミックアクション』）にて、同年の11月20日配信にて最終回を迎えた。全5巻。
作者による「音楽をテーマとした作品」としては、『神童』『マエストロ』に続くものとなる。第16回文化庁メディア芸術祭にて、審査委員会推薦作品に選出されている。
2021年11月19日に実写映画版が公開された。

## 概要
京都の芸術大学を舞台とする。美術学部に入学した漆原朔（うるしばら さく）が、音楽学部の学生から誘われたことをきっかけとして現代音楽の世界に身を投じ、さまざまな者と出逢いながら、自分の音楽を創りあげていく過程を描いている。
『神童』『マエストロ』に続き、実在の音楽作品が複数用いられているが、前二作と異なるのは、日本の現代作曲家が漫画の世界に登場するという点である。電子音楽《ホワイトノイズのためのイコン》が引用された湯浅譲二は、数話にわたって登場する。主人公と幾たびか対話し、そして彼の音楽を評価するに至るという、「ストーリー上の重要人物」としての地位が与えられている。その湯浅とともに「出演」をした小川類は、湯浅らの前で、笙とオーケストラのための《p・r・a・y・e・r》をプレゼンしている。
また、実在の作曲家の作品を、さそうが漫画内人物の「発表作品」として取り入れていることも、前2作にはないものである。「漫画内人物」の一人、青田 完一（あおた かんいち）による《Invention I》《四苦》は、それぞれ、川島素晴の《インヴェンション Ia》《苦諦》がもとになっている。

## あらすじ
京都芸術大学の入学式。その日にちを、主人公の漆原朔が間違えたところから物語が始まる。美術学部で映像を専攻することになっている彼は、構内で「現代音楽研究会」なるサークルに所属する学生たちに勧誘を受け、言われるがままに、現代音楽の演奏に参加させられた。そして入学式の日。朔は研究会の学生からノコギリを無理矢理渡され、「新入生歓迎コンサート」にて、青田完一作曲《DIYのための協奏曲 op. 3》をひくことになる。彼はこうして、研究会に入ることになった。
もともと、朔にとって音楽は無縁の存在というわけではなかった。彼の父は高名な作曲家である、貴志野龍。その長男で、朔の異母兄にあたる貴志野大成は、京都芸大の「作曲科のエース」である。かつて、朔も音楽に親しい時期があったのだが、父から「才能がない」という言葉を受けて、音楽から締め出されていた。朔は、父や、彼から才能を認められ、その教えに殉じる兄と反目している。奇しくも大成は、朔と同じ大学に所属し、研究会では部長を務めていた。朔が思いを寄せている幼馴染の小夜は、今では大成の恋人となっている。彼女もまた、サークルのメンバーであった。

## 主な登場人物
漫画家によって漫画の枠外に挿入された「プロフィール」も参考にしている。

### 京都芸術大学の学生
漆原朔（うるしばら さく）
本作の主人公。美術学部映像学科に入ったものの、サークル「現代音楽研究会」に半ば強引に入れられたのをきっかけとして現代音楽に再会する。母の君江（きみえ）と二人暮らし。幼い頃、貴志野家で大成と暮らしていたことがあるが、その後家を出たという過去を持つ。朔と大成が腹違いの兄弟であることは、小夜以外のメンバーは知らない。その小夜に子供の頃から恋心を抱いている。
青田完一（あおた かんいち）
作曲科の3回生。入学式の前日に学内で朔に声をかけた一人。他科や他校からも「アオカン」と呼ばれるなどの“知名度”を有している。偶然性を取り入れた《DIYのための協奏曲》や、弓の代わりに蠅たたきで弾く《五月蠅（さばえ）の飛行》など、奇抜な作風を特徴とする。
アラマキ
青田とともに、朔を現代音楽研究会に誘った女性。青田の《Invention I》や《四苦》で打楽器を担当。
布由（ふゆ）
作曲科学生。大河原ゼミに所属。
高田珠（たかた たま）
作曲科学生。朔らとともに「秋吉台の夏　現代音楽セミナー＆フェスティバル」に参加し、湯浅譲二の前で自作を披露する。
正一（しょういち）
作曲科学生。常に頭にハチマキを巻いており、皆からは「ハラショー」と呼ばれる。
浪花凪（なにわ なぎ）
朔が弾いていたピアノの下から、いきなり顔を出すという大胆な行動で彼と初対面をする。ピアノ科に所属していながら、青田完一の《Invention I》のソプラノを担当することになった。朔との出逢いによって、ピアノとは違う道に転じるようになる。
小夜（さよ）
子供の頃から朔や大成と親交がある。大成とは数年前から恋人関係である。大学ではヴァイオリンを専攻。
貴志野大成（きしの たいせい）
朔の異母兄。2歳の頃に連れてこられた朔としばらくの間同居していたが、現在では兄弟の仲は冷えきっている。現代音楽研究会の部長であり、作曲科4回生。ストラスブールの現代音楽祭に出品し、「秋吉台の夏」では招待作曲家に選ばれるなど、内外から将来を期待されている人材である。

### 作曲家
枠外のプロフィールだけに下の名前が記載されている者については、読みが記載されていない。この場合は名字にのみ付している。
椋本美也子（むくもと みやこ）
京都芸術大学作曲科准教授。現代音楽研究会の顧問を務めている。作品内で登場した楽曲に、チェロと打楽器のための《回帰の環》、《白の回廊》（ヴァイオリンと管弦楽）、混声四部合唱のための《支那祭（しなさい）》がある。貴志野 龍に学んだ。
大河原（おおがわら） 康正
京都芸術大学作曲科教授。現代音楽研究会、特に青田の活動を毛嫌いしている。
宇津木（うつぎ） 貢
京都芸術大学作曲科教授。青田の担当教官。管弦楽やオペラなどのクラシック音楽にとどまらず、映画音楽、大河ドラマ、アニメ音楽も手がける「売れっ子」。幼い頃の朔に会っている。
貴志野龍（きしの りゅう）
《ドッグヴィル》で尾鷲賞を受賞。大成、朔、蓮太郎の父。亡き妻の亜季（あき）は、京都芸大での教え子であった。
湯浅譲二（ゆあさ じょうじ）
実在の作曲家。「秋吉台の夏 現代音楽セミナー＆フェスティバル」のマスタークラスに招聘され、そこで朔と出逢う。

### その他
御木蓮太郎（みき れんたろう）
ダウン症の中学生。朔、大成にとって腹違いの弟にあたる。朔や大成はそのことを知らなかった。彼も兄たちのように音楽を愛し、彼らとは違う方法で音楽を作るようになっていた。
ジャン・ギラン
ロックバンド「Le Roi de la mouche」のヴォーカル・ギタリストであり、後にソロ活動を始める。日本でもCMに出演するなど、知名度のあるアーティスト。朔とライブハウスで共演した。

## 本作に登場する実在の楽曲
「概要」で紹介した楽曲については省略した。
- ワーグナー《トリスタンとイゾルデ》
- シュトックハウゼン《ピアノ曲X》
- ケージ《4分33秒》 - 第6話のタイトルにもなっている。
- シェーンベルク《浄夜》

## 書籍情報
- さそうあきら 『ミュジコフィリア』 双葉社〈アクションコミックス〉、全5巻
  1. 2011年7月28日発売 ISBN 978-4-575-83936-4
  2. 2011年11月28日発売 ISBN 978-4-575-83995-1
  3. 2012年3月28日発売 ISBN 978-4-575-84050-6
  4. 2012年8月28日発売 ISBN 978-4-575-84125-1
  5. 2013年1月28日発売 ISBN 978-4-575-84191-6

## 映画
2021年11月19日に公開された。監督は谷口正晃、主演は長編映画初主演となる井之脇海。

### キャスト
- 漆原朔：井之脇海
- 浪花凪：松本穂香[6]
- 谷崎小夜：川添野愛[5]
- 青田完一：阿部進之介[5]
- 縄田カノン
- 多井一晃
- 喜多乃愛
- 中島ボイル
- 佐藤都輝子
- 貴志野龍：石丸幹二[5]
- 辰巳琢郎
- 茂山逸平
- 大塚まさじ
- 杉本彩
- きたやまおさむ
- 栗塚旭
- 椋本美也子：濱田マリ[5]
- 漆原君江：神野三鈴[5]
- 貴志野大成：山崎育三郎[6]

### スタッフ
- 原作：さそうあきら『ミュジコフィリア』（双葉社刊）
- 監督：谷口正晃
- 脚本・プロデューサー：大野裕之
- 主題歌：松本穂香「小石のうた」（詞・曲：日食なつこ）[7]
- 主題ピアノ曲：古後公隆「あかつき」「いのち」
- 企画：榎望
- 撮影：上野彰吾
- 照明：宮西孝明
- 美術：金勝浩一
- 録音：小川武
- 編集：栗谷川純
- 衣装：宮本茉莉
- 音楽プロデューサー：佐々木次彦
- 音楽：橋爪皓佐、池内奏音、宮ノ原綾音、長谷川智子、植松さやか、小松淳史、大野裕之
- 製作代表：井筒與兵衛、松下浩章、齋藤真也、西澤竜平、小室元、伊藤耕一郎、高橋聖宗、兼元秀和
- チーフ・エグゼクティブ・プロデューサー：柴田真次
- 製作代表：井筒與兵衛、松下浩章、齋藤真也、西澤竜平、小室元、伊藤耕一郎、高橋聖宗、兼元秀和
- 特別協賛：伊藤園
- 協賛：キャビック、お弁当のいちばん、小室整形外科医院
- 後援：京都市
- 特別撮影協力：京都市立芸術大学
- 配給：アーク・フィルムズ
- 制作プロダクション：フーリエフィルムズ
- 製作幹事：劇団とっても便利
- 製作：musicophilia fiim partners